# Acanthopeltastes schnusei
Acanthopeltastes schnusei är en tvåvingeart som först beskrevs av Becker 1912.  Acanthopeltastes schnusei ingår i släktet Acanthopeltastes och familjen fritflugor. Inga underarter finns listade i Catalogue of Life.